# Gaultheria ulei
Gaultheria ulei är en ljungväxtart som beskrevs av Herman Otto Sleumer. Gaultheria ulei ingår i släktet Gaultheria och familjen ljungväxter. Inga underarter finns listade i Catalogue of Life.